# 杉浦銀蔵

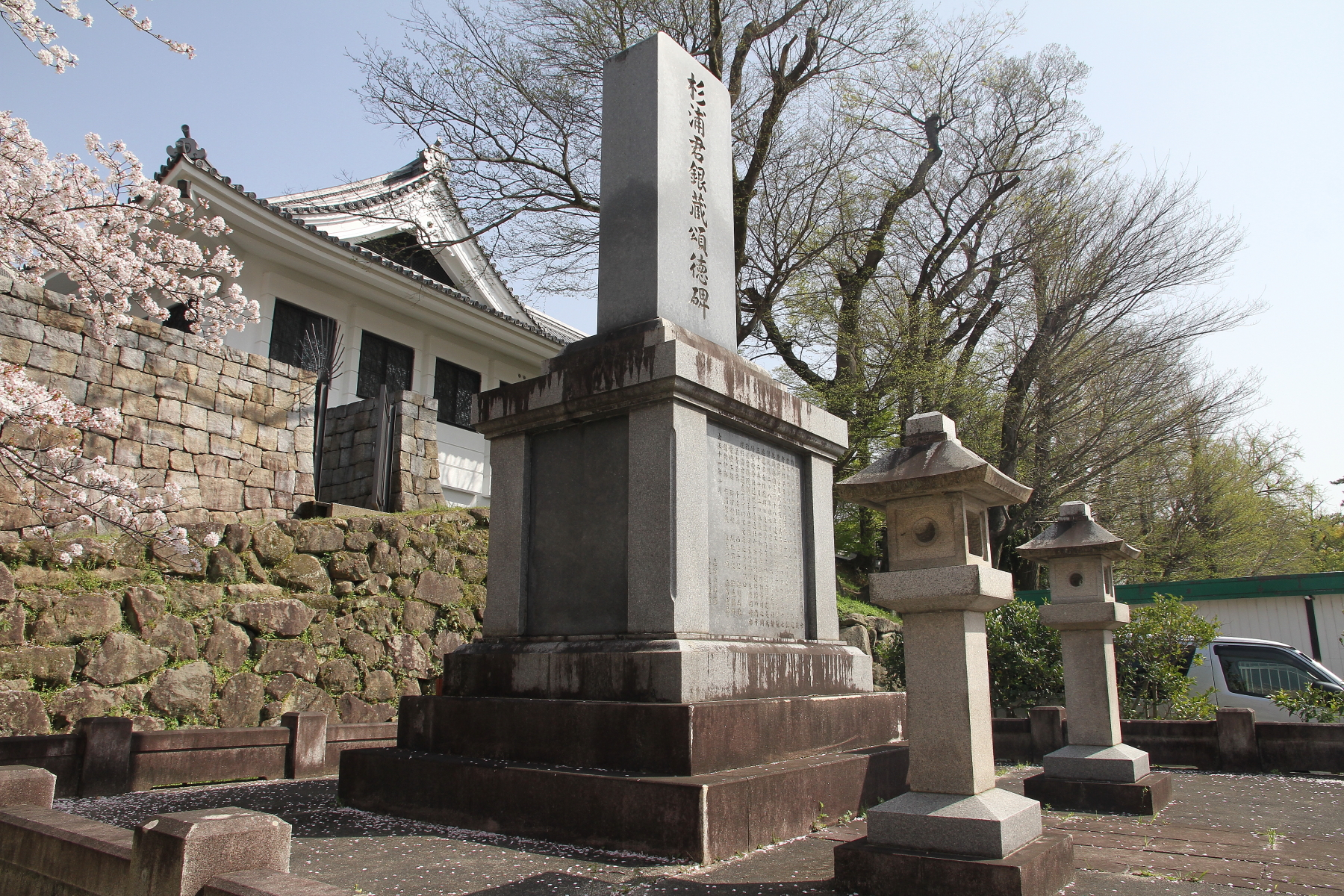
岡崎公園に建つ「杉浦君銀蔵頌徳碑」。杉浦銀蔵（2代目）の業績をたたえる。1922年建立。碑文は志賀重昂撰・大運（昌光律寺住職）書。

杉浦 銀蔵（すぎうら ぎんぞう、弘化4年4月17日〈1847年5月31日〉 - 1899年〈明治32年〉10月2日）は、明治時代における愛知県岡崎市の実業家。同地の電力会社岡崎電灯の創業者の1人であり、電源開発の功により岡崎市の名誉市民に選ばれている。「杉浦銀蔵」の名は養父の名を襲名したもの（2代目杉浦銀蔵）で、前名は仙吉。
本項では、2代目銀蔵の死後に岡崎電灯の経営を引き継いだ3代目杉浦銀蔵（文久2年3月18日〈1862年4月16日〉 - 1941年？）についても記述する。

## 経歴
2代目杉浦銀蔵、幼名仙吉は、弘化4年（1847年）に三河国幡豆郡西尾順海町（現・西尾市順海町）に生まれた。11歳のとき地元西尾の古着商「河内屋」で働き始める。21歳のとき、岡崎籠田町で呉服商「沢津屋（澤津屋）」を営む杉浦家に養子として迎えられ、1871年（明治4年）に養父銀蔵の死去に伴いその名を襲名、2代目杉浦銀蔵となった。明治時代になり、周囲で洋反物を扱う店がないことに着目した銀蔵は、まず毛繻子の販売を始める。さらにラシャ地の上着が流行すると自らその裁断法を研究し、販売を始めた。妻に仕立てを任せたが、各地から注文が相次いだため旧藩士の手を借りて注文に応えたという。
やがて家業以外にも乗り出し、1884年（明治17年）に桑園事業を始めた。岡崎地方に養蚕業を定着させようと1町余りの土地を開き着手したものである。翌1885年（明治18年）には織機50台を購入し2つの織布工場の操業を始め、1886年（明治19年）には洋風瓦の製造も始めた。東海道本線の建設にあたっては市街地に近い明大寺町への岡崎駅設置を求める陳情活動に奔走する。政界では1889年（明治22年）、岡崎町議会の設置に伴い町会議員に当選した。

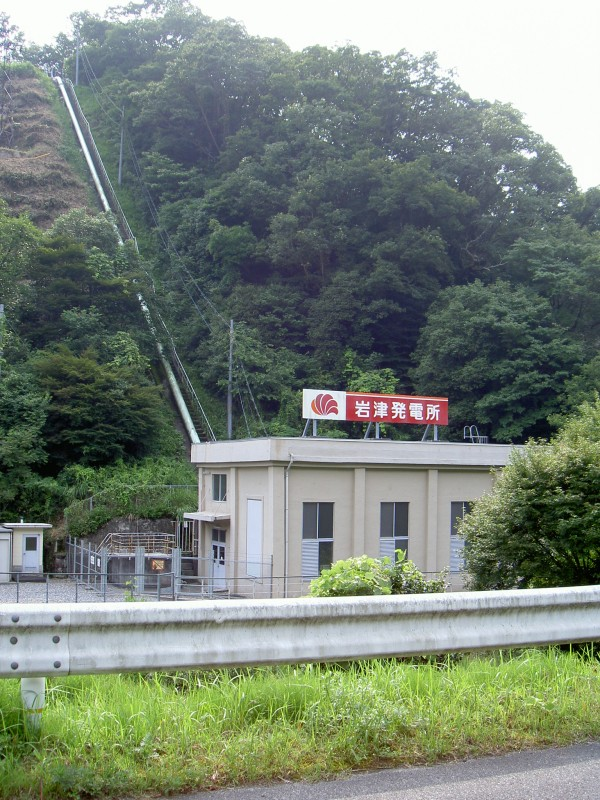
岩津発電所（2005年撮影）。建屋は建設当初からのものではない。

1895年（明治28年）、同じ籠田町で「丸藤旅館」を営む旧知の田中功平から、当時日本ではほとんど普及していなかった水力発電事業について話を持ち掛けられた。醸造業「伊勢屋」を営む近藤重三郎を加えた3人で電灯事業に取り組むこととなり、豊橋の豊橋電灯に参画していた技師大岡正を招いて翌1896年（明治29年）に岡崎電灯合資会社を立ち上げた。資本金は3万円であったが、水力発電に理解のない時代のことであり融資に応ずる者がおらず、杉浦・田中・近藤の3人は家財や土地を売却して資金を集めた。1897年（明治30年）、矢作川水系の郡界川に出力50キロワットの岩津発電所が完成。同年7月8日、県内3番目、中部地方でも8番目の電気事業者として岡崎電灯は開業をみた。
こうして開業した岡崎電灯であったが、間もなく資金不足に陥った。資金が尽きたことから創業者3名のうち近藤と田中は1898年（明治31年）7月より6年半経営を杉浦に委任として退いてしまう。単独で経営を引き受けた杉浦は、旧知の手島鍬司を介して八丁味噌醸造元（カクキュー）の第16代早川休右衛門に支援を依頼する。当時杉浦らは未知の事業を手掛けるとして周囲から敬遠されていたが、早川は支援を引き受けた。早川の後援により岡崎電灯の事業を軌道に乗せることができたものの、事業拡大の途上にあった1899年（明治32年）10月2日、杉浦は急死した。52歳没。

## 3代目杉浦銀蔵について
2代目杉浦銀蔵の死後、婿養子の松四郎が後継者となり襲名し、3代目杉浦銀蔵となった。松四郎は文久2年（1862年）、幡豆郡駮馬村（後の横須賀村、現・西尾市）の農家棚木佐太夫の三男として生まれた。12歳のとき杉浦銀蔵の沢津屋へ奉公に入る。そこで重用されて番頭となり、1887年には婿養子として迎えられた。
3代目杉浦銀蔵として家を継ぐと、1900年（明治33年）に家業の沢津屋を廃業、家財道具を売却して電気事業経営に専念した。1907年（明治40年）、岡崎電灯は資本金50万円の株式会社組織となる。このとき近藤・田中とともに同社の取締役に名を連ねた。岡崎電灯ではその後田中の跡を継いで1916年（大正5年）12月より社長を務めている。
岡崎電灯は大正時代を通じて規模を拡大し続け、資本金2300万円の電力会社に発展する。さらに1930年（昭和5年）には大手電力会社東邦電力と連携、豊橋地区を含む三河地方に供給する中部電力（岡崎）に再編された。杉浦は同社でも社長に就任し、1933年（昭和8年）11月までの3年間在任した。なお中部電力（岡崎）には、常務として次男の杉浦英一（1896年1月生まれ）も参加し、1936年（昭和11年）12月から翌年8月に東邦電力へ吸収されるまでの期間には社長を務めている。英一はその後1941年（昭和16年）2月に家督を相続し銀蔵を襲名した。